# Aigues-Vives, Hérault
Aigues-Vives är en kommun i departementet Hérault i regionen Occitanien i södra Frankrike. Kommunen ligger i kantonen Saint-Chinian som tillhör arrondissementet Béziers. År 2022 hade Aigues-Vives 472 invånare.

## Befolkningsutveckling
Antalet invånare i kommunen Aigues-Vives
Referens:INSEE